# Distretto di Na Pho
Il distretto di Na Pho (in thailandese: นาโพธิ์) è un distretto (amphoe) della Thailandia, situato nella provincia di Buriram.